# Leon Wyrwicz
Leon Wyrwicz, właściwie Leon Haraschin (ur. 11 maja 1885 w Krakowie, zm. 30 marca 1951 w Krakowie) − polski monologista, aktor teatralny, kabaretowy i radiowy. Autor ponad 100 monologów.

## Życiorys

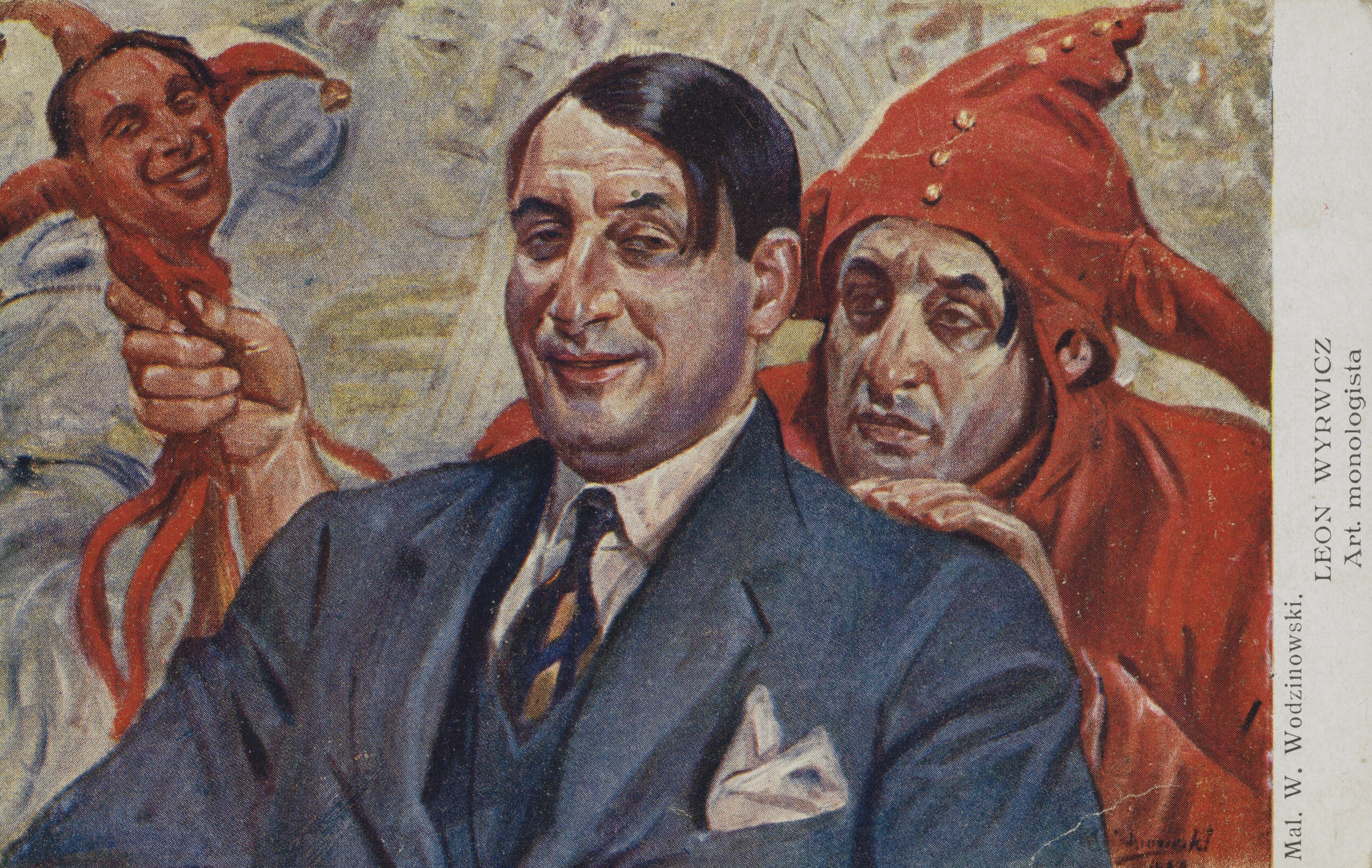
Pocztówka z wizerunkiem Leona Wyrwicza, [po 1906

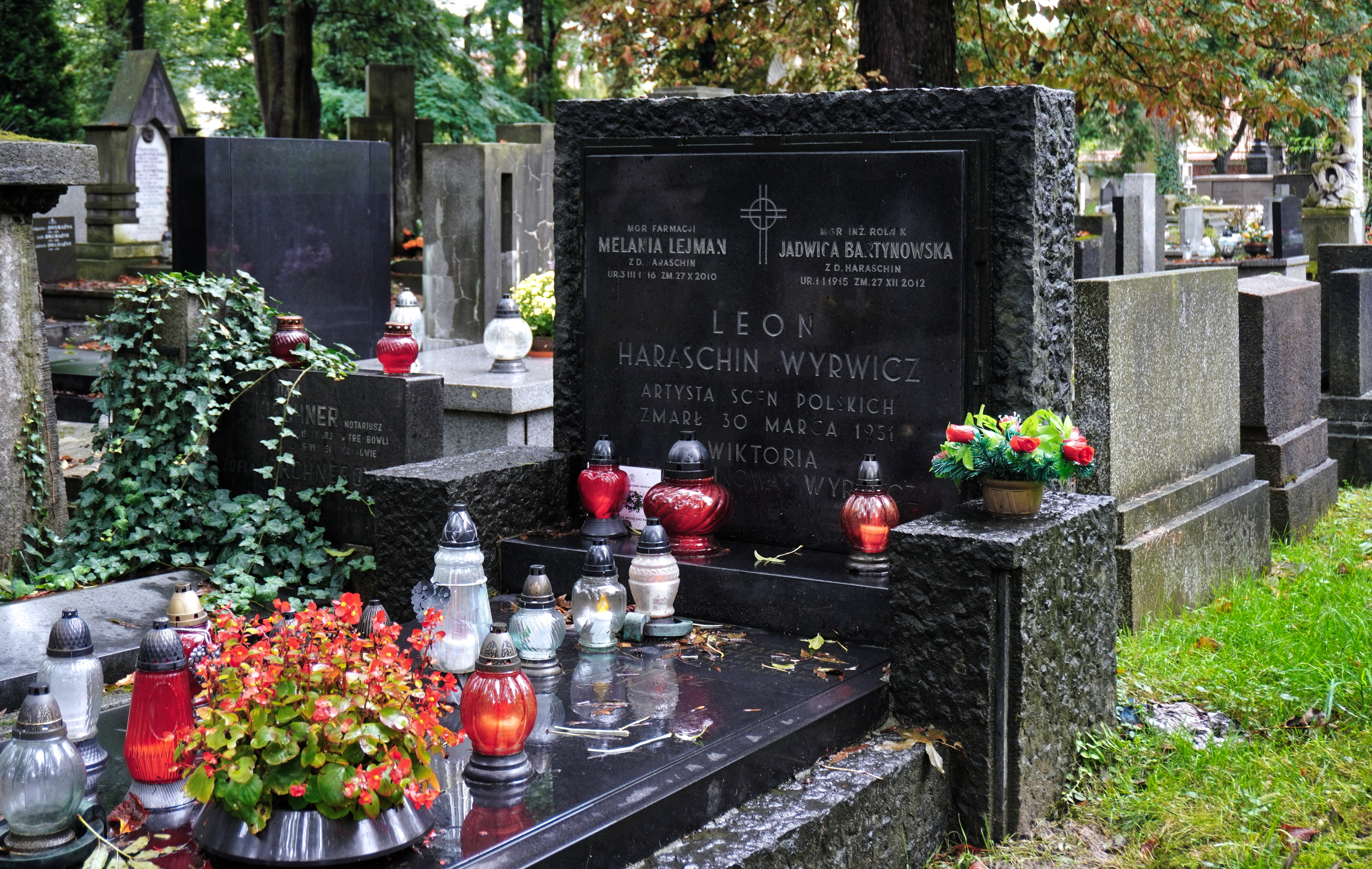
Grób Leona Wyrwicza na Cmentarzu Rakowickim w Krakowie

Urodził się w rodzinie kolejarskiej. Był synem Józefa Haraschina i Julii z Pilarskich. Szkołę średnią skończył w Krakowie. W 1904 zaczął występować w epizodycznych rolach w Teatrze Ludowym pracując jednocześnie jako urzędnik na kolei. Przez pewien czas należał również do objazdowej grupy teatralnej Tadeusza Pilarskiego.
Jako monologista zadebiutował w 1910 roku. Występował w licznych kabaretach warszawskich i krakowskich ("Morskie Oko", Cyrulik Warszawski, "Miraż", "Stańczyk") oraz również na innych estradach Polski a także Wiednia i Kijowa.
Występował również w kawiarniach (np. Ziemiańska w Warszawie), jednak głównie związany był z Teatrem Nowości w Krakowie oraz Teatrem Bagatela w Warszawie. W 1918 roku stworzył w Krakowie kabaret "Rozmaitości", który mieścił się w tzw. Drobnerionie, a 16 marca 1921 utworzył "Kabaret Literacki" w kawiarni Odrodzenie przy ul. Sławkowskiej 30.
Na swoim koncie miał również role teatralne, a także zagrał w jednym filmie (1936).
Po II wojnie światowej występował sporadycznie i związany był głównie z Teatrem Powszechnym w Krakowie.
Styl Leona Wyrwicza charakteryzował się dużą indywidualnością. Począwszy od stroju (w czasach gdy na scenie standardem był frak, występował w zwykłym garniturze), braku jakiejkolwiek charakteryzacji i rekwizytów, używanym języku (często używał gwary). Bez uśmiechu, zachowując śmiertelnie poważną minę, opisywał najśmieszniejsze sytuacje. Będąc niezwykle naturalnym, bardzo sugestywnie i plastycznie przedstawiał każdą postać. Nie korzystał z gotowych tekstów, lecz wymyślał je samodzielnie często improwizując na scenie i dorzucając aktualne żarty.
Mieszkał w Krakowie przy ul. św. Filipa 23.
Leon Wyrwicz spoczywa na cmentarzu Rakowickim w Krakowie.

## Spektakle i monologi (wybór)
- Podróż pociągiem z Krakowa do Lwowa w okresie wojny
- Wizyta u lekarza w Kasie Chorych
- W sądzie
- Rekrut
- Łaipduch
- Fiakier
- Gołębiarz
- Raport wojskowy
- A tu się pali jak cholera
- Pogrzeb lotnika
- 1914 – Królowa przedmieścia, Teatr Ludowy w Krakowie
- 1930 – Przygody dobrego wojaka Szwejka, Teatr im. Juliusza Słowackiego w Krakowie
- 1931 – Ale humorek jest, "Morskie Oko"
- 1935 – Mycie głowy, "Cyrulik Warszawski"
- 1935 – Młody las, Teatr im. Juliusza Słowackiego w Krakowie
- 1937 – Jaskółka z wieży Mariackiej, Teatr im. Juliusza Słowackiego w Krakowie
- 1945 – Moralność pani Dulskiej, Teatr Powszechny im. Żołnierza Polskiego Kraków
- 1950 – Romans z wodewilu, Teatr Śląski

## Filmografia
- Bohaterowie Sybiru - 1936